# Puerto de Mahón
El puerto de Mahón, situado en la costa este de la isla de Menorca, es uno de los mayores puertos naturales del Mediterráneo, con más de seis kilómetros de longitud. Situado estratégicamente en el centro del Mediterráneo occidental, a lo largo de los siglos ha sido motivo de conquistas y reconquistas de la isla por parte de las principales naciones europeas. Actualmente, combina una función turística, con la llegada de numerosos cruceros durante todo el año, y una función industrial, albergando una zona de descarga de materiales diversos que abastecen a los habitantes de la isla. En la ribera sur del puerto se encuentran la ciudad de Mahón y el pueblo de Villacarlos. Ambas poblaciones disponen de sus paseos marítimos, donde se encuentran desde restaurantes, bares de copas y tiendas diversas hasta un casino de juego. En la ribera norte del puerto se encuentran desde una zona industrial para descarga de barcos, una central eléctrica y una zona militar hasta numerosas casas de veraneo de los habitantes de la isla y residencia de famosos de todas partes del mundo. Estas casas de veraneo se reparten por las numerosas calas que encontramos en la costa norte del puerto: Cala Rata, Cala Deslinde, Sano Balsa, Cala Larga entre otras.

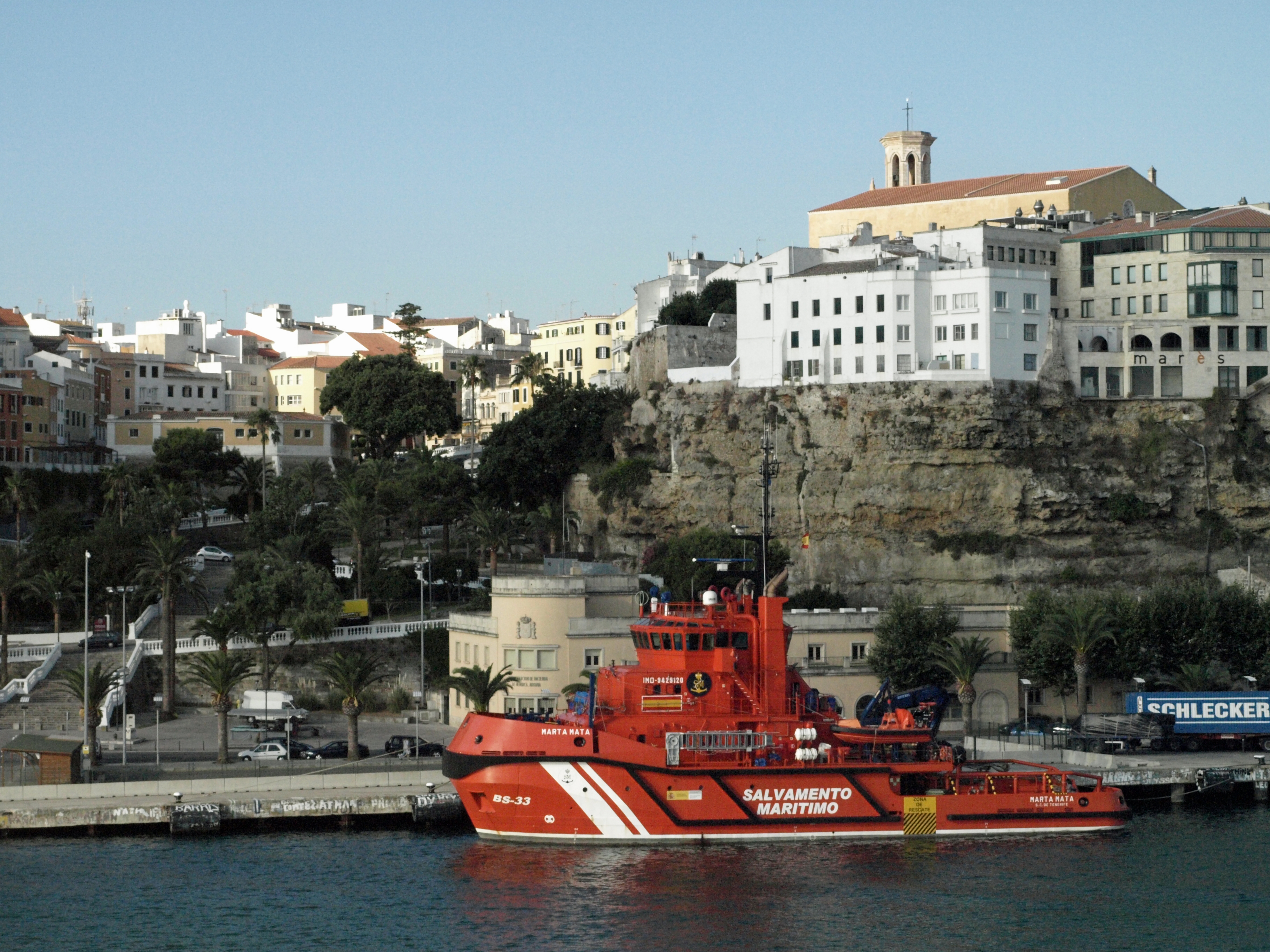
Remolcador Marta Mata (BS-33) en el Puerto de Mahón.

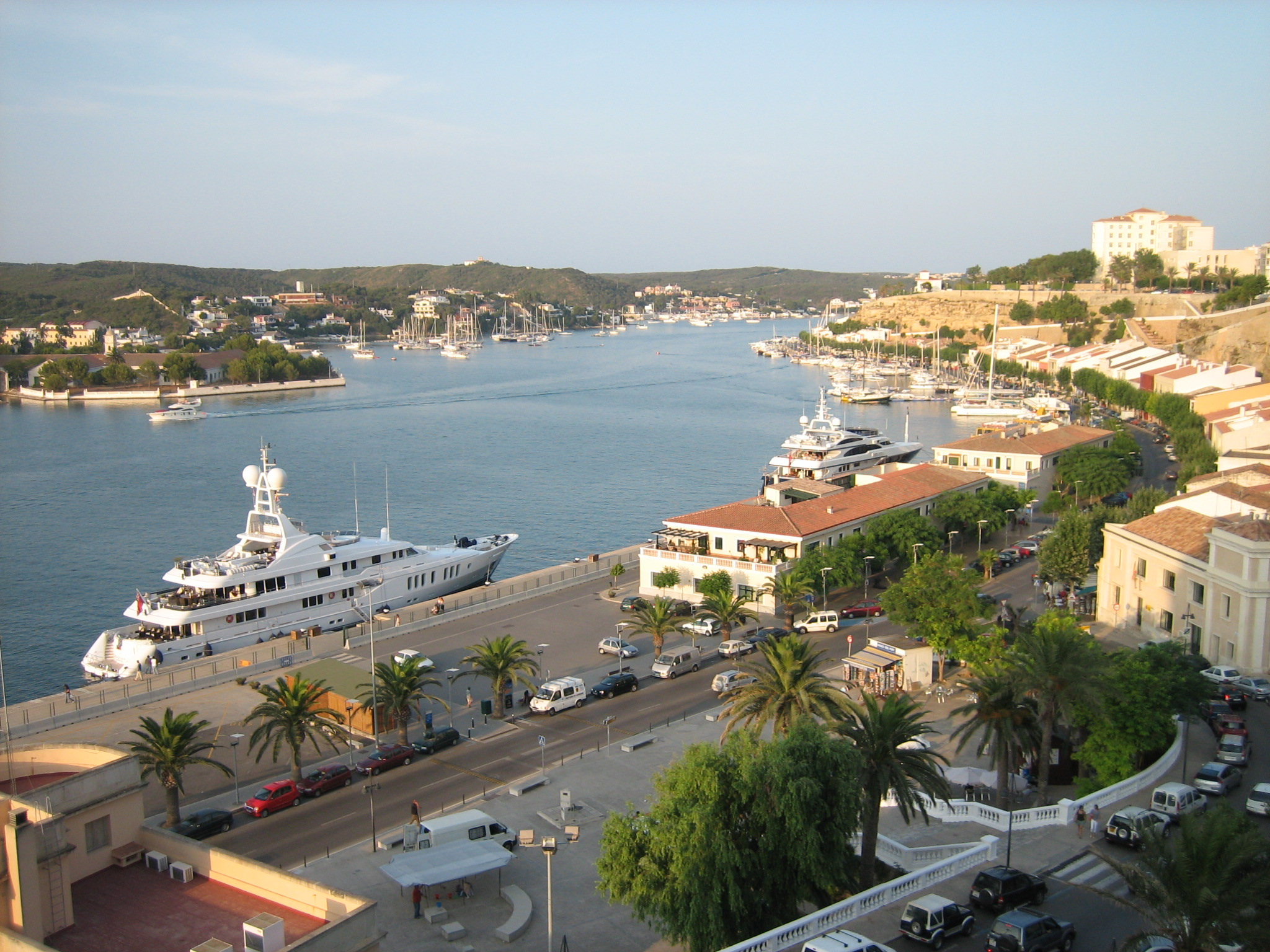
Vista del Puerto de Mahón.

Siguiendo por la ribera norte del puerto se localiza la Fortaleza de la Mola, fortaleza militar construida bajo el reinado de Isabel II que hoy en día se puede visitar como reclamo turístico. Dentro el mismo puerto se encuentran cuatro islotes, el más grande en extensión es el Lazareto de Mahón, antigua península de San Felipe que durante el siglo XIX se convirtió en islote para ser utilizado como lazareto. Actualmente sigue siendo propiedad del Ministerio de Sanidad y Consumo, sirve como residencia de veraneo de funcionarios del ministerio y se celebran simposios y congresos científicos. El segundo islote es la isla del Rey en honor al rey Alfonso III conquistador de Menorca el año 1287. Actualmente este islote se está recuperando así como sus edificaciones a través de la Sociedad Amigos de la Isla del Rey. En tercer lugar está la isla Pinto, islote militar actualmente en desuso. Y el cuarto y más pequeño de los islotes es la isla de la Cuarentena, antiguo lazareto del puerto y que más tarde pasó a tener funciones militares (actualmente también en desuso).